# Kozmodemiansk
Kozmodemiansk (rusă: Козьмодемья́нск) este un oraș în Republica Mari El din Rusia, aflat la confluența râurilor Vetluga și Volga.
1. ↑   https://web.archive.org/web/20141208051312/http://maristat.gks.ru/wps/wcm/connect/rosstat_ts/maristat/resources/6c4399804bb63a8fb954ff0201bee476/territoria+MO_2013.htm, arhivat din original la 8 decembrie 2014 Lipsește sau este vid: |title= (ajutor)